# Halichoeres kneri
Halichoeres kneri là một loài cá biển thuộc chi Halichoeres trong họ Cá bàng chài. Loài này được mô tả lần đầu tiên vào năm 1862.

## Từ nguyên
Từ định danh kneri được đặt theo tên của nhà ngư học người Áo Rudolph Kner.

## Phạm vi phân bố và môi trường sống
H. kneri trước đây được xem là một danh pháp đồng nghĩa của H. nigrescens nhưng đã được công nhận là một loài hợp lệ bởi Allen và các cộng sự (2012). H. kneri có phân bố ở Tây Thái Bình Dương, trùng lặp một phần phạm vi với H. nigrescens.
Từ bán đảo Mã Lai, H. kneri được phân bố trải dài đến các nhóm đảo phía tây Indonesia, Brunei và Philippines, ngược lên phía bắc đến quần đảo Ryukyu (Nhật Bản) và đảo Đài Loan.
H. kneri sống trên các rạn viền bờ, nơi có nền đáy cát và bùn với nhiều san hô và cỏ biển phát triển ở độ sâu đến ít nhất là 12 m.

## Mô tả
H. kneri có chiều dài cơ thể lớn nhất được ghi nhận là 10 cm. Cá đực và cá cái xám ở lưng, trắng/vàng nhạt ở dưới bụng, được ngăn cách bởi dải màu nâu từ sau mắt kéo dài đến cuống đuôi (có nhiều chấm trắng dọc theo nửa dưới của dải nâu này). Có một đốm đen nhỏ ở gốc vây ngực. Giữa vây lưng có một đốm tròn màu đen lớn hơn và được viền trắng.
Số gai ở vây lưng: 9; Số tia vây ở vây lưng: 12–13; Số gai ở vây hậu môn: 3; Số tia vây ở vây hậu môn: 12; Số tia vây ở vây ngực: 14; Số gai ở vây bụng: 1; Số tia vây ở vây bụng: 5.

## Sinh thái học
Thức ăn của H. kneri có thể là các loài nhuyễn thể hay giáp xác như những loài cùng chi. Chúng sống đơn độc hoặc hợp thành từng nhóm nhỏ.